# Светско првенство у кајаку и кануу на мирним водама 1938 — К-1 1.000 метара за мушкарце
Дисциплина К-1 на 1.000 метара у мушкој конкуренцији, била је једна од 2 дисциплина класичног кајака једноседа на 1. Светском првенствоу у кајаку и кануу на мирним водама 1938. одржаном у Ваксхолму (Шведска) 7. и 8. августа, у водама Балтичког мора, који окружују острво Ваксхолм, у Стокхолмском архипелагу.

## Земље учеснице
Учествовало је 8 кајакаша из 5 земаља. Вожена је само финална трка.
1. Немачка 2
2. Норвешка 2
3. Пољска 1
4. Француска 1
5. Шведска 2

## Резултати
| Пласман | Кајакаш                 | Земља     | Резултат | Белешке |
| ------- | ----------------------- | --------- | -------- | ------- |
| 1.      | Карл Видмарк            | Шведска   | 5:03,2   |         |
| 2.      | Хелмут Камерер          | Немачка   | 5:05,9   |         |
| 3.      | Грегор Храдецки         | Немачка   | 5:06,4   |         |
| 4.      | Чеслав Собјерај         | Пољска    | 5.10,0   |         |
| 5.      | Евалд Андерсон          | Шведска   | 5:11,5   |         |
| 6.      | Ивар Иверсен            | Норвешка  | 5:17,8   |         |
| 7.      | Ханс Мартин Гулбрандсен | Норвешка  | 5:21,3   |         |
| 8.      | Анри Ебрехард           | Француска | 5:25,9   |         |